# Cyclo-octeen
Cyclo-octeen is een onverzadigde cyclische koolwaterstof, met één dubbele binding.

## Synthese
Cyclo-octeen kan worden bereid uitgaande van 1,3-butadieen. Twee moleculen 1,3-butadieen kunnen in aanwezigheid van een nikkelkatalysator via een cyclo-additie reageren tot een cyclische verbinding met twee dubbele bindingen: 1,5-cyclo-octadieen. Door partiële hydrogenering met waterstofgas kan dit omgezet worden in cyclo-octeen:
Ook cyclo-octatetraeen kan door partiële hydrogenering omgezet worden in cyclo-octeen.

## Stereochemische eigenschappen
De dubbele binding in cyclo-octeen geeft aanleiding tot cis-trans-isomerie: het cis- of (Z)-isomeer komt in de praktijk het meest voor. Van het trans- of (E)-isomeer bestaan twee optische isomeren of enantiomeren, met name (E)-(+)- en (E)-(–)-cyclo-octeen. Vanuit de structuurtheorie, de tak van de organische chemie waarin de voorwaarden voor bestaanbare verbindingen beschreven worden, is E-cycloocteen interessant, omdat het een van de kleinste cyclische koolwaterstoffen is waarin deze vorm van isomerie kan bestaan.

## Toepassingen
Cyclo-octeen kan gepolymeriseerd worden, alleen of samen met een ander monomeer (tot een copolymeer). Het cyclo-octeenhomopolymeer, polyoctenameer of polyoctenyleen, dat gevormd wordt in een ringopeningmetathesepolymerisatie (ROMP), is een rubberachtig polymeer dat onder meer gebruikt wordt als additief in de rubberproductie.